# Volker Ignaz Schmidt
Volker Ignaz Schmidt (* 26. Mai 1971 in Leonberg) ist ein deutscher Komponist.

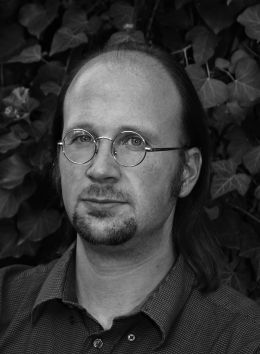
Volker Ignaz Schmidt (2019)

## Leben
Schmidt war Mitglied in verschiedenen Rock- und Jazzensembles als Pianist, Keyboarder, Trompeter und Liedschreiber. Ab 1993 unternahm er erste Studien in Kontrapunkt, Harmonielehre & Formenlehre als Autodidakt. Ab 1995 nahm er privaten Kompositionsunterricht bei Franklin Cox (University of Maryland, USA). Später studierte er mit Bernd Asmus (Freiburg, Deutschland), Jan Kopp (Stuttgart, Deutschland) und John Palmer (University of Hertfordshire, England).
Seine ab 2000 geschaffenen Kompositionen reichen von verschiedenen Solostücken, Kammermusikwerken, Vokalstücken, Orchesterwerken bis hin zu konzeptueller Musik. Außerdem schuf er Lehrwerke für den Klavierunterricht und arbeitete an Vermittlungsprojekten für Neue Musik in Schulen und an Lehrerseminaren mit.
Schmidts Kompositionen wurden in Deutschland, Belgien, der Schweiz, Österreich, Frankreich, England, Mexiko, Russland und den USA aufgeführt.
Einige seiner Stücke wurden vom Bellmann Verlag und vom Simon Verlag Berlin veröffentlicht.
Kompositionsaufträge erteilten ihm u. a. die „belcanto“ Solisten, Franklin Cox, das New York Miniaturist Ensemble, das Trio Mondala, das Art Ensemble Berlin, das Duo Simolka & Wohlhauser und der Frankfurter Tonkünstlerbund.

## Kompositionen (Auswahl)
Solostücke
- Ikaros (2004) für Cello (entstanden im Auftrag von Franklin Cox)
- Tales from the topographic inside (2007) für Klavier
- Ma (2011) für präpariertes Cembalo
- Crossing Paths (2013) für 10-saitige Gitarre

Kammermusik
- Traumbilder (2007) für Flöte, Gitarre und Viola (entstanden im Auftrag des Trio Mondala)
- Adoration (2008) für Baßflöte und 10-saitige Gitarre
- Streichquartett 2017

Orchester
- Aura (2009/2010) 2d2,0,2+es+bass,2+1 - 4,1,3,1, timp, perc, cel, pno, str:12,12,8,8,6
- Sternenstaub (2011) timp, perc, mar, str:11,4,4,3
- Eiszeit (2016) 1d1,1,1+bass,1+bass - 1,2d1(cor),1,1+bass - timp, perc(3), hp, pno - str:4,3,2,2,1

Vokalmusik
- Dürrson Lieder (2005) für Bariton und Klavier (veröffentlicht im Simon Verlag Berlin)
- Goya I (2008) für 3 Stimmen, Flöte & Klarinette (entstanden im Auftrag des Frankfurter Tonkünstlerbundes)
- Die Tränen der Eos (2011) für Sopran und Cello
- Drei Grotesken (2016) für Sprecher, Tenor and Perkussion

Elektronische Musik
- Scrunch (2008)
- Eisschmelze-Soundscape #2 (2016) für Trompete mit Zuspiel
- Fleisch-Soundscape #3 (2016) für Sprecher(in), E-Gitarre, E-Bass und Schlagzeug mit Zuspiel

Konzeptuelle Musik
- Traumtagebuch (2015) für ein beliebiges Instrument
- KlangLandschaft (2015) für ein beliebig besetztes Ensemble (ohne Dirigent)